# Masaki Yamada (chanteur)
Pour les articles homonymes, voir Masaki Yamada et Yamada.
Masaki Yamada (山田雅樹, Yamada Masaki, né le 12 février 1964 au Japon), est un chanteur de heavy metal puis bassiste japonais, qui débute en 1982 comme chanteur du groupe Flatbacker. Ce groupe devient E.Z.O en 1987, avant de se séparer en 1990. En 1992, MASAKI remplace le chanteur Mike Vescera au sein du groupe Loudness, jusqu'au retour de son chanteur d'origine Minoru Niihara en 2000. Il s'installe ensuite à New York, où il rejoint en tant que bassiste le groupe FiRESiGN de la chanteuse Aya, dont ils sont les deux seuls membres permanents.
Il est l'homonyme d'un auteur de science fiction né en 1950.